# 3848 Analucia
3848 Analucia eller 1982 FH3 är en asteroid i huvudbältet som upptäcktes den 21 mars 1982 av den belgiske astronomen Henri Debehogne vid La Silla-observatoriet. Den är uppkallad efter Ana Lucia Martins, en vän till upptäckaren.
Asteroiden har en diameter på ungefär 9 kilometer.